# Луць Володимир Васильович
Володимир Васильович Луць (11 грудня 1933, село Рилівка, Шепетівський район, Хмельницька область  — 5 січня 2021, Київ — Завідувач відділу проблем приватного права Науково-дослідного інституту приватного права і підприємництва імені академіка Ф. Г. Бурчака Національної академії правових наук України, доктор юридичних наук, професор, академік Національної академії правових наук України, заслужений діяч науки і техніки України

## Життєпис
Народився Луць Володимир Васильович 11 грудня 1933 року в селі Рилівка Шепетівського району Хмельницької області. У 1958 році закінчив юридичний факультет Львівського державного університету імені Івана Франка. Трудову діяльність розпочав у 1957 році на посаді державного арбітра Львівського обласного держарбітражу. Навчання в аспірантурі Київського державного університету імені Тараса Шевченка (нині — Київський національний університет імені Тараса Шевченка) припало на 1959—1962 роки. Захистивши дисертацію на здобуття наукового ступеня кандидата юридичних наук «Кількість і строки виконання в договорах на поставку продукції виробничо-технічного призначення» у 1962 році, почав працювати доцентом кафедри цивільного права і процесу на юридичному факультеті Львівського державного університету імені Івана Франка, а з 1976 по 1996 роки очолював цю кафедру.
Володимир Луць обіймав посаду декана юридичного факультету цього вишу у 1968—1971 та у 1977—1980 роках. У 1975 році захистив дисертацію на здобуття наукового ступеня доктора юридичних наук на тему: «Проблеми своєчасного укладення і виконання господарських договорів». Вчене звання професора присвоєно у 1980 році. У 1993 році обраний членом-кореспондентом Академії правових наук України. З 1996 року по 2002 рік — завідувач кафедри цивільного права та процесу Юридичного факультету Прикарпатського національного університету імені В. Стефаника. У 2000 році обраний дійсним членом (академіком) Академії правових наук України.
У 2002—2013 роках завідувач кафедри цивільно-правових дисциплін Академії муніципального управління (м. Київ).
У 2004 році входить в редакційну колегію офіційного друкованого органу Вищого господарського суду України «Вісника господарського судочинства».
Член науково-консультативних рад у Верховному Суді України, Вищому спеціалізованому суді України по розгляду цивільних і кримінальних справ, Вищому господарському суді України. Є арбітром Міжнародного комерційного арбітражного суду при Торгово-промисловій палаті України.
Нині — завідувач відділу проблем приватного права Науково-дослідного інституту приватного права і підприємництва імені академіка Ф. Г. Бурчака НАПрН України.

## Доробок
Під науковим керівництвом професора Луця Володимира Васильовича підготовлено 10 докторів і 35 кандидат юридичних наук. Напрями наукової діяльності — цивільне право, договірне, зобов'язальне, корпоративне право.                                                                                                                                           Як член робочої групи, брав участь у розробці проекту Цивільного кодексу України  та підготовці коментарів до цього Кодексу 2003 року.                                                                                                                                             
Опублікував понад 400 наукових праць, серед яких:
- «Строки виконання договорів постачання» (1971);
- «Укладення та виконання господарських договорів» (1978)(рос.);
- «Господарський договір і ефективність виробництва» (1979)(рос.);
- «Окремі види договірних зобов'язань» (1992);
- «Строки в цивільних правовідносинах» (1992);
- «Строки захисту цивільних прав» (1993);
- «Зобов'язальне право» (у співавт., 1998);
- «Цивільне право України: Кн. 1 та 2» (у співавт., 1999 р., 2002 р., 2004 р., 2008 р., 2010 р.);
- «Духовні цінності українського народу» (у співавт., 1999 р..);
- «Контракти у підприємницькій діяльності» (1999 р., 2001 р., 2008 р.);
- «Акціонерне право» (2004 р.)
- «Здійснення та захист корпоративних прав в Україні: цивільно-правові аспекти» (у співавт., 2007 р.);
- «Договірне право України: Загальна частина, Особлива частина» (у співавт., 2008 р., 2009 р.);
- «Правовий статус непідприємницьких організацій» (у співавт., 2006 р.);
- «Житлові спори у судовій практиці» (у співавт., 2008 р.);
- «Корпоративне право України» (у співавт., 2010 р.);
- «Зобов'язальне право України: підручник» (у співавт., 2011);
- «Особливості здійснення суб'єктивних прав учасниками цивільних відносин: монографія» (заг. ред., у співавт., 2011);
- «Цивільний кодекс України: науково-практичний коментар» (у співавт., 2011 р.);
- «Деякі аспекти правового регулювання договірних відносин у господарській діяльності» (2012 р.);[2]
- «Вибрані праці» (20134).
- "«Строки і терміни в цивільному праві» (2013)
- " Phenomenon of a contract in civil law", стор.6-17, Приватне право і підприємництво (2018).

## Нагороди та звання
Володимир Луць є заслуженим діячем науки і техніки України (2003 р.). У 2009 році нагороджений Грамотою Верховної Ради України. У 2014 році нагороджений Почесною грамотою Верховного Суду України.